# Moving Shadow
Moving Shadow je britské vydavatelství jungle/drum and bass hudby, které zahájilo svoji činnost v roce 1990 Robem Playfordem. Vedle takových značek jako Suburban Base, Formation Records, D-Zone, Reinforced a Metalheadz se Moving Shadow stalo jednou z nejznámějších a nejrespektovanějších vydavatelství v tomto žánru. Svůj 100. singl vydalo v roce 1997.
Značka začala v roce 1990, původně byla řízena z Playfordova domu v Stevenage. Playford sám před založením Moving Shadow vydal desku s názvem Orbital Madness a pro místní mladé umělce a producenty, kteří hledali radu jak vydávat svoji vlastní hudbu, se stal ústředním bodem. V roce 1991 vydalo vydavatelství první album; Psychotronic EP od Earth Leakage Trip a první seznam umělců pocházel především od Playforda, jako např. 2 Bad Mice, z kterých vytvořil třetí spolu s Seanem O´Keeffem a Simonem Colebrookem. Když v roce 1991 a 1992 natáhla scéna rave povrch hlavního proudu hudebního průmyslu, Moving Shadow stejně jako jeho přátelští rivalové Suburban Base & D-Zone, si užívaly úspěch v britské hitparádě singlů UK Top 75 díky Blameově hudbě Music Takes You a se skladbou od 2 Bad Mice Bombscare.
Když se koncem roku 1992 scéna rave rozpadla, Moving Shadow táhli směrem k nové darkcore scéně. Nahrávky umělců, jakými byli např. Deep Blue (jiné jméno pro Seana O´Keeffeho), Foul Play, Omni Trio a Hyper-On Experience zvýšily reputaci značky a kolem roku 1994 bylo Moving Shadow v popředí britské jungle/drum and bass scény. Souhrnem různých stylů jungle/buss and drum hudby, jako např. albem proto-techstepu Raye Keitha Terrorist (nahráno pod pseudonymem Renegade), albem Dred Bass od Dead Dred a oduševnělou, melodickou produkcí jako např. albem Soul Promenade od Omni Trio, může být v tomto období výkon Moving Shadow viděn jako reprezentant celé škály tohoto žánru. Značka svůj výstup rychle předvedla v roce 1995 s prvními alby od Omni Trio a Foul Play a prvními sériemi regionálních kompilací jako např. The Revolutionary Generation, Storm From The East a Trans-Central Connection, které zvýraznily práci umělců spojených se značkou, ale z různých koutů Spojeného království; tím se zdůraznil fakt, že jungle/drum and bass byl celonárodním fenoménem a nesoustředil se pouze kolem hlavního města.
V roce 1994 začal Playford pracovat s umělcem drum & bass Goldiem na textu alba pod jeho pseudonymem Rufige Kru. Výsledkem bylo Goldieho album Timeless, produkované a sestavené Playfordem a v roce 1995 vydané lépe financovanými FFRR Records, oproti Moving Shadow. Album bylo první z drum & bass scény, které prostoupilo skrz hlavní proud ke kritické pochvale a zůstává jedním z nejprodávanějších alb drum & bass všech dob.
Moving Shadow si zachoval svůj status jedné z nejprofilovějších značek drum and bass, s umělci Dom and Roland, Aquasky, Calyx a EZ Rollers, kteří na seznam přibyli v roce 1996–1997. Hudba EZ Rollers byla hrána ve filmu Lock, Stock and Two Smoking Barrels, ale tento jazzový drum and bass nebyl příliš reprezentativní co se týká celkového zvuku, který se přesunul koncem 90. let hlavně k techstepu. Moving Shadow produkovala hudbu pro počítačovou hru Grand Theft Auto 2 (1999) a také provozovala celou rádiovou stanici s názvem MSX FM ve hře Grand Theft Auto III (2001) a Grand Theft Auto: Liberty City Stories (2005).
V roce 2000 bylo vydavatelství na trhu po jedno desetiletí, což byl pro nezávislou značku z rave scény řídký jev a oslavovalo se vzpomínkovým katalogem. Následně poté viditelnost značky trochu poklesla, hodnotnými výjimkami byla alba oddaných stoupenců Omni Trio a Dom and Roland. V roce 2004 a 2005 zažilo vydavatelství obrodu s pochvalnými nahrávkami od Noisia a Calyx, ale v roce 2007 bylo uzavřeno.